# Subhasish Roy Chowdhury
Subhasish Roy Chowdhury (Calcuta, India; 27 de septiembre de 1986) es un futbolista de India que juega en la posición de Guardameta con el Real Kashmir de la I-League.

## Carrera

### Club
| Periodo   | Club                | Apariciones | Goles |
| --------- | ------------------- | ----------- | ----- |
| 2004-2005 | East Bengal         | 0           | 0     |
| 2005–2010 | Mahindra United     | 93          | 0     |
| 2010–2014 | Dempo SC            | 90          | 0     |
| 2014      | Atlético de Kolkata | 8           | 0     |
| 2015      | East Bengal         | 7           | 0     |
| 2015      | Delhi Dynamos       | 1           | 0     |
| 2016      | FC Goa              | 4           | 0     |
| 2017      | East Bengal         | 3           | 0     |
| 2017–2018 | Kerala Blasters     | 7           | 0     |
| 2018–2019 | Jamshedpur FC       | 3           | 0     |
| 2019–2022 | NorthEast United    | 40          | 0     |
| 2022–     | Real Kashmir        | 1           | 0     |

### Selección nacional
Jugó para India en cuatro ocasiones de 2008 a 2012, ganó la Copa Desafío de la AFC 2008 y participó en los Juegos Asiáticos de 2006 y en la Copa Asiática 2011.

## Logros

### Club
- Superliga de India (1): 2014[8]
- I-League (1): 2011[9]

### Selección nacional
- Copa Desafío de la AFC (1): 2008
- Copa Nehru (2): 2009, 2012